# Димитриос Мастровасилис
Димитриос или Димитрис Мастровасилис (на гръцки: Δημήτριος, Δημήτρης Μαστροβασίλης) е гръцки шахматист, гросмайстор от 2003 г.
Роден е на 12 юни 1983 година в Панорама, предградие на македонския град Солун, Гърция. През 2001 г. участва на европейското първенство за юноши до 18 години, поделяйки 5-8 м. През 2002 г. става шампион на Гърция за юноши до 20 години. Същата година участва в мача „Германия-Гърция“, представяйки се най-слабо от всички участници с 1,5/6 т. На 53-тото първенство по шахмат на Гърция, завършва на 1-3 м. в крайното класиране със Стелиос Халкиас и Христос Баникас, но губи надпреварата в тайбрека и за шампион е обявен Баникас. През 2005 г. поделя 2-3 м. на гръцкото първенство с Атанасиос Мастровасилис.

## Турнирни резултати
- 2002 – Нови Сад (1 м. на турнира от 8-а категория „Third Saturday GM“), Кавала (3-7 м.)
- 2004 – Топола (1-2 м. с Кирил Георгиев), Атина (1-4 м. в класирането на „Акрополис“, но турнира е спечелен след тайбрек от сънародника му Атанасиос Мастровасилис), Солун-Каламария (2 м. на „Солун-Каламария Оупън“ зад руския гросмайстор Владимир Белов)
- 2007 – Гронинген (1-5 м. с Ахмед Адли, Стелиос Халкиас, Сипке Ернст и Давит Лобзханидзе)

## Участия на шахматни олимпиади
Участва на четири шахматни олимпиади. Изиграва 32 партии, постигайки 16 победи и 8 ремита в тях. Средната му успеваемост е 62,5 процента. На олимпиадата в Калвия допуска загуба от Васил Спасов, която донася победата на българския отбор срещу гръцкия.
| Година | Организатор | Отбор  | Класиране (отборно) | Дъска         |
| 2000   | Истанбул    | Гърция | 20                  | Втора резерва |
| 2004   | Калвия      | Гърция | 11                  | Четвърта      |
| 2006   | Торино      | Гърция | 22                  | Четвърта      |
| 2008   | Дрезден     | Гърция | 24                  | Първа резерва |

## Участия на европейски отборни първенства
Мастровасилис участва на две европейски отборни първенства. Изиграва 14 партии, като постига 5 победи и 8 равенства. Средната му успеваемост е 64,3 процента. През 2005 г. побеждава с белите фигури българина Деян Божков. В Гьотеборг също регистрира единствената си загуба във всичките си участия, която е нанесена от литовския шахматист Вайдас Сакалаускас.
| Година | Организатор | Отбор  | Класиране (отборно) | Дъска         |
| 2005   | Гьотеборг   | Гърция | 4                   | Първа резерва |
| 2007   | Ираклион    | Гърция | 14                  | Четвърта      |